# 112 (numéro d'appel d'urgence)
Pour les articles homonymes, voir 112 (homonymie).
 (août 2019).

112 (numéro d'appel d'urgence)

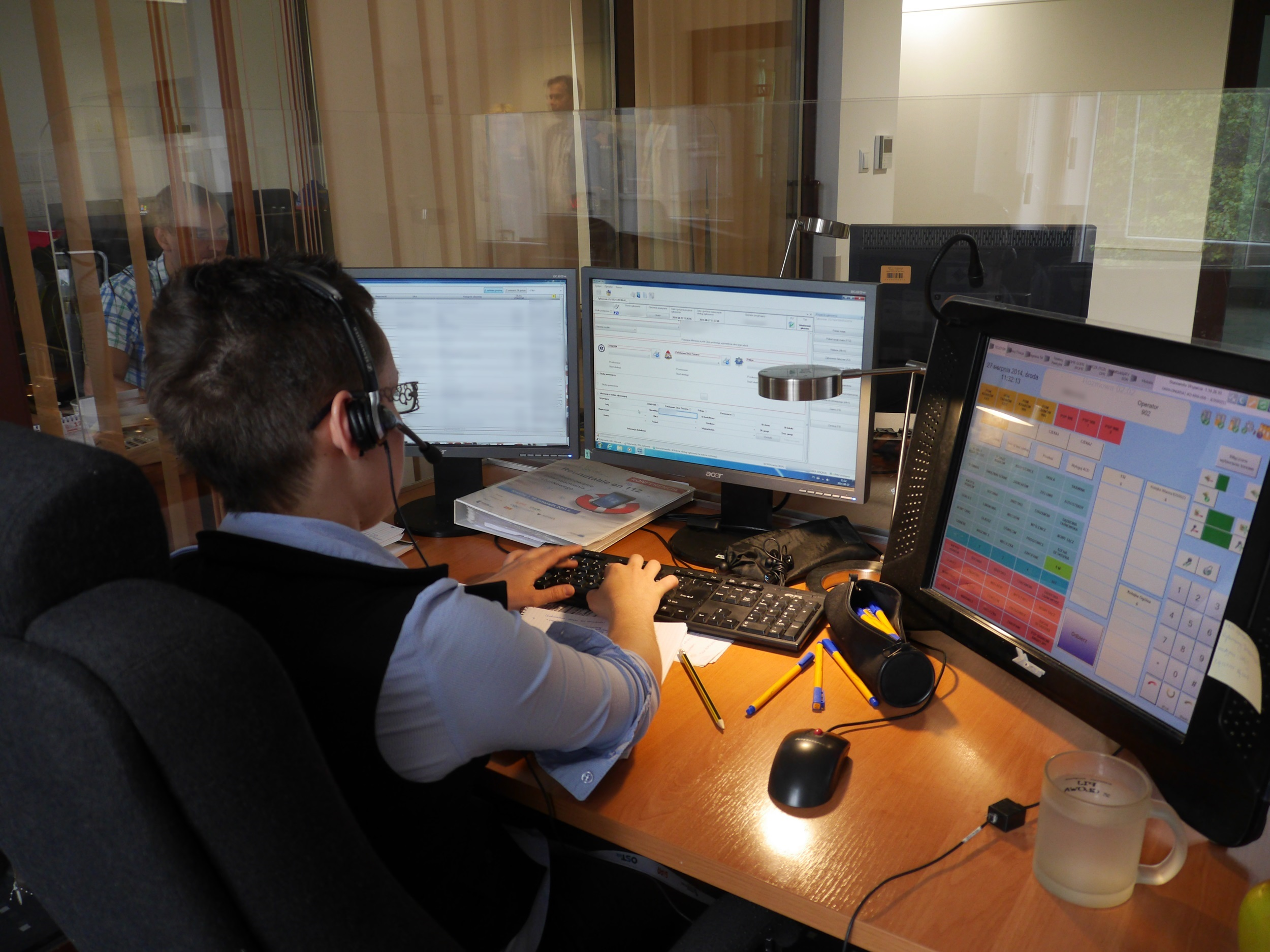
Centre de régulation des appels d'urgences de Cracovie.

Le 112 est le numéro de téléphone réservé aux appels d’urgence et valide dans l’ensemble de l’Union européenne (il est aussi utilisé dans la plupart des autres pays européens, selon les opérateurs de télécommunications ou les législations locales).
Selon le pays, le 112 peut être un simple numéro redirigant l'appel vers un numéro d'urgence local (par exemple, en France dans la majorité du territoire, le 112 redirige l'appel vers le 18 ou le 15), ou bien être le numéro officiel pour toute urgence (par exemple, le Danemark et l'Espagne ont abandonné leur ancien numéro local au profit du 112).

## Histoire

Urgence 112

Les numéros d'appels d'urgence étaient, au départ, propres à chaque pays et multiples à l'intérieur d'un même pays. Cela posait problème aux voyageurs devant ainsi retenir à chaque fois qu'ils partaient à l'étranger un ou plusieurs nouveaux numéros d'urgences que les autochtones eux-mêmes avaient du mal à retenir. Ainsi, le 29 juillet 1991, le Conseil des Communautés européennes décida de créer un numéro d'appel supplémentaire, valable pour toute urgence et pour tous les États membres, et imposa à ceux-ci de faire en sorte au sein de leur propre territoire que :
- ce numéro soit disponible partout gratuitement ;
- les appels à ce numéro soient traités par les services les plus appropriés ;
- les citoyens soient informés de l'existence et de l'utilisation de ce numéro.

Le choix de ce numéro a été fait pour les raisons suivantes :
- utiliser au moins deux chiffres différents réduit significativement le risque d'appels accidentels à partir d'un clavier numérique. Les jeunes enfants, les vibrations, les claviers défectueux et les chocs avec d'autres objets ont une probabilité bien plus importante de presser répétitivement sur une touche unique plutôt que de presser une suite de touches différentes. Les appels d'urgence accidentels depuis les téléphones mobiles sont particulièrement problématiques avec un choix de chiffre unique, comme le 999 au Royaume-Uni[2]. Par ailleurs, à l'époque de la numérotation à impulsions (remplacée depuis par le code DTMF), il était possible de composer le 1 en appuyant sur le bouton ou crochet, et appuyer à plusieurs reprises sur le crochet pouvait composer le numéro 111. Pour cette raison, le numéro d'urgence de la police allemande a été changé de 111 à 110 ;
- à l'époque du téléphone à cadran, utiliser les chiffres qui permettent un mouvement minimal du cadran (1 et 2) permettait de réduire au minimum le temps nécessaire pour composer le numéro, et permettait la mise en place d'un verrou[3] dans le trou no 3 pour verrouiller l'accès au téléphone sans bloquer l'appel au 112.

Le 112 n'a été disponible partout qu'en 2000, à cause de problèmes techniques dans certains pays (notamment en France où il y avait incompatibilité avec l'annuaire électronique, le 11). Selon des rapports de la Commission européenne et des États membres, le 112 fonctionne partout en Europe.
Au 1er janvier 2007, l'Union européenne a accueilli de nouveaux États membres; le fonctionnement du 112 a été étendu et est assuré dans tous les États membres.
Certains États membres ont aujourd'hui abandonné leurs propres numéros d'appels d'urgence au profit du 112 (c'est le cas de l’Espagne, du Portugal, du Luxembourg, des pays baltes, du Danemark, de la Suède et de la Finlande). D’autres ont préféré rediriger les appels au 112 (en France, le 112 est redirigé soit vers les pompiers (18) dans 80% des départements soit vers le SAMU (15) ou une plateforme commune 15/18).

## Pays utilisant le 112 pour un service d’urgence unique

Utilisation des deux numéros d'appel d'urgence approuvés par l'UIT dans le monde :
112
911
112 et 911
Autre numéro ou pas de redirection

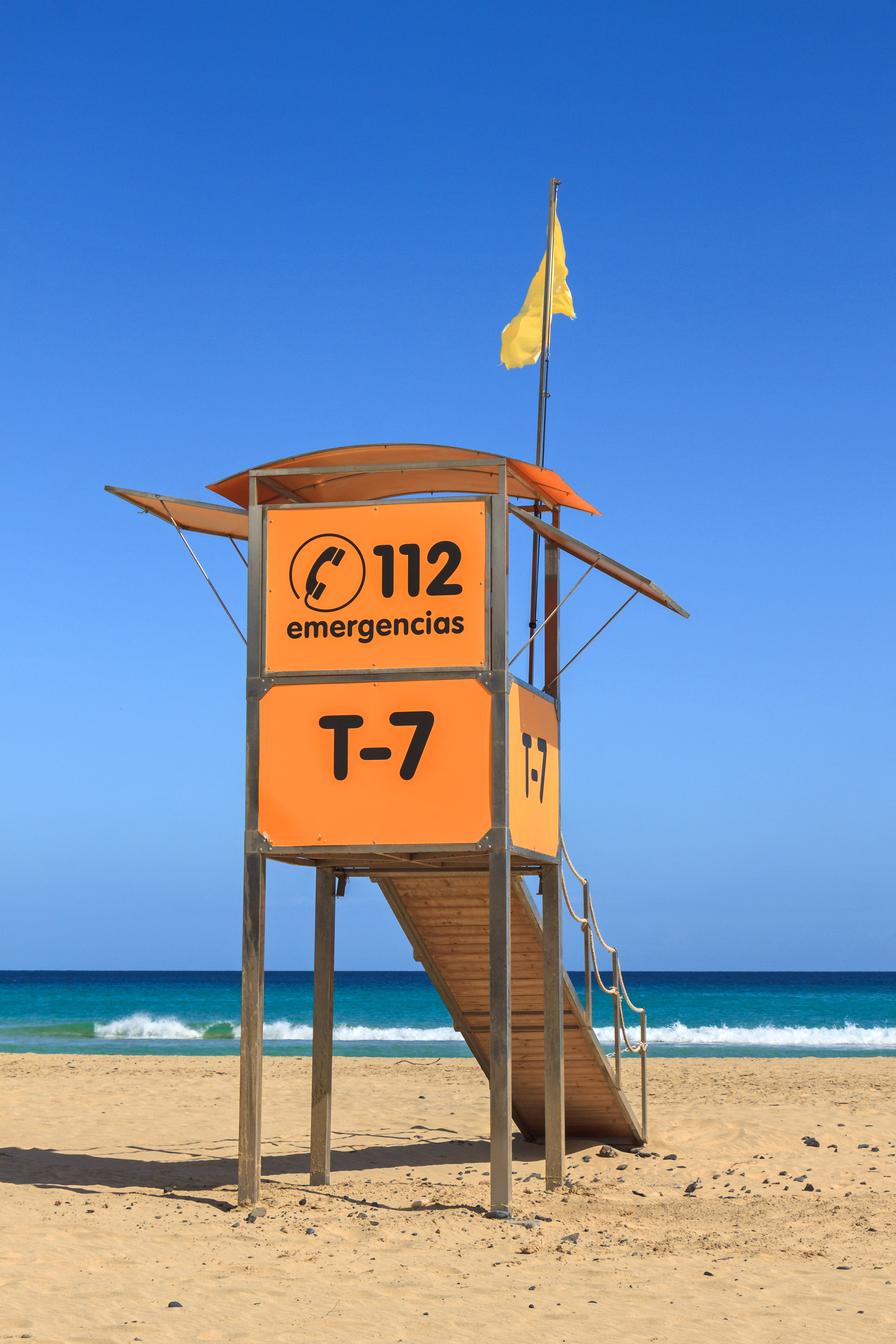
Appel 112 sur la plage de Morro Jable, Pájara, Canaries.

Les pays utilisant le 112 comme numéro d’appel unique et gratuit pour tous les services d’urgence (pompiers, police, aide médicale urgente) sont :
- Les pays de l’Union européenne et la partie turque de Chypre ; ceux-ci doivent adhérer à la charte commune européenne concernant les conditions d’accès et de mise en œuvre (dont la gratuité et l’utilisation depuis tout téléphone identifiable, fixe ou mobile[6]).
- Les quatre pays de l’Association européenne de libre-échange : l’Islande, la Suisse, le Liechtenstein et partiellement la Norvège (pour celle-ci, le 112 aboutit encore à la police, mais le projet de prise en charge complète des autres types d’appels est en cours par la réorganisation des centres d’appel).
- Les autres petits pays enclavés dans l’Union européenne et ayant des accords de coopération renforcée avec l’Union européenne : Andorre, Monaco, Saint-Marin, le Vatican.
- Des pays candidats à plus ou moins long terme à l'adhésion à l’Union européenne, et engagés dans des coopérations renforcées au sein de l’Espace économique européen : la Macédoine du Nord et la Turquie.
- La plupart des territoires et dépendances hors de l’Union des pays membres de l'UE : les îles Féroé, Jersey, Guernesey, l’île de Man, ainsi que les zones de souveraineté britannique à Chypre.
- La Russie[7].
- La Serbie[8].

En France en septembre 2015, les pompiers plaident pour l'utilisation unique du 112 comme numéro d’appel d’urgence. Une expérimentation de ce dispositif est en cours depuis 2011 en Haute-Savoie et une autre est lancée en janvier 2016 en Île-de-France. Le même type de dispositif est mis en place en 2024 dans les Bouches-du-Rhône. L'adoption du 112 en numéro unique en France a été le sujet de propositions de loi et de questions au gouvernement. Cependant, en 2025, il est toujours à l'état d'expérimentation comme décrit ci-avant.

## Pays utilisant le 112 pour un service d’urgence en complément de numéros plus anciens
Le 112 peut être utilisé comme numéro d’appel gratuit pour les services d’urgence, pour certains, depuis un téléphone mobile uniquement. Dans certains pays les appels vers le 112 sont redirigés vers les numéros historiques :
- en Afrique : l'Afrique du Sud, la Zambie, le Rwanda, le Kenya, l'Ouganda, le Zimbabwe ; la Tunisie
- en Amérique : le Canada (sur certains opérateurs seulement), les États-Unis (sur les opérateurs GSM uniquement, y compris AT&T et T-Mobile), le Costa Rica, le Panama, la République dominicaine, le Brésil, la Colombie (seulement pour la police), l’Équateur, le Mexique, le Chili ;
- en Asie : l'Inde, la Jordanie, le Kazakhstan, la Corée du Nord, la Corée du Sud, le Koweït, le Liban, la Malaisie, le Népal, le Pakistan, l'Arabie saoudite, Singapour, la Syrie, le Tadjikistan, la Thaïlande, les Émirats arabes unis ;
  - en Chine l'appel vers le 112 depuis un mobile connecte à un message bilingue anglais/chinois donnant les numéros à appeler ;
- en Océanie : l'Australie, la Nouvelle-Zélande, le Vanuatu.

## Appels sans cartes SIM
En France, depuis 2004, il est impossible d'effectuer des appels d'urgences sans avoir de carte SIM dans son téléphone :
Le blocage des appels émis à partir des portables sans carte SIM recommandé par le rapport a été mis en place par le Gouvernement début 2004. Il a permis de réduire de 40 % les appels polluants et donc, d'autant les appels induits pris en charge par les SDIS.

## Limites du service
Le 112 se heurte aujourd'hui encore à certains problèmes.
- Le niveau de la langue : en effet, les opérateurs qui répondent aux appels du 112 ne parlent parfois pas la langue de leur interlocuteur. Il existe toutefois quelques services en France (tel que STU-ALHU ou ISM Interprétariat) qui assurent la traduction des demandes provenant de personnes non francophones. Le service ne permet pas non plus de prendre en charge les personnes sourdes. Des solutions alternatives existent dans quelques pays comme en Belgique[15], en France et au Luxembourg, où l'envoi d'un fax de détresse est prévu, ainsi qu'un SMS (sauf pour la Belgique dans ce dernier cas). En France, le numéro concerné est le 114.

- La bonne localisation de l'urgence pose parfois problème : que ce soit à cause de raisons linguistiques ou de l'appelant qui ne parvient pas à bien décrire le lieu de l'incident, pour environ 6 millions d'appels par an (sur 80 millions) dans toute l'Europe, les services d'urgence perdent trop de temps pour localiser l'interlocuteur (voire ne parviennent pas à le localiser). Ainsi depuis 2003, la localisation de l'appelant est obligatoire (par exemple par trilatération pour les mobiles). Cependant cette législation est limitée, puisqu'en France les fonctions d'appel sans carte SIM activée ou téléphone bloqué ne permettent pas de localiser l'appelant (la carte SIM étant nécessaire pour localiser les appels)[16],[17]. En Islande, l'application gratuite pour smartphone "112 Iceland" permet d'appeler le 112 en envoyant automatiquement les coordonnées GPS par SMS. Ce même genre d'application est également disponible en Belgique [18]. Elle permet aussi d'envoyer régulièrement sa position aux services de secours pour faciliter les recherches en cas de disparition[19].

- La méconnaissance du numéro est un obstacle récurrent à sa bonne utilisation : en effet, selon un sondage Eurobaromètre réalisé entre novembre et décembre 2020, 41 % des répondants mentionnent le 112 pour un appel d'urgence dans un autre pays de l'UE[20]. En ce qui concerne la Suisse, peu de personnes connaissent l'existence du 112 car il est associé à l'Union européenne, dont la Suisse n'est pas membre. Pourtant, la Suisse s'est alignée à ce dispositif de sécurité de l'UE, bien qu'il soit surtout exploité sur les portables.

## Performances en Europe
En 2019, la part des appels d'urgence vers le numéro d'urgence européen unique « 112 » représentait 56 % de tous les appels d'urgence : sur un total de 267 millions d'appels passés dans l'UE, 150 millions étaient des appels « 112 ».
Entre le 1er juillet 2015 et le  30 juin 2016, en Europe, le 112 est accessible par SMS dans 19 États membres (Autriche, Belgique, Croatie, Danemark, Espagne, Estonie, Finlande, France, Irlande, Italie, Lettonie, Lituanie, Luxembourg, Portugal, Roumanie, Slovénie, Suède, République tchèque et Royaume-Uni) ainsi qu'en Islande. Des pays comme la Pologne ou la Hongrie envisagent également cette option.
Entre le 1er juillet 2016 et le  30 juin 2017, le 112 est accessible par SMS dans 20 États membres de l'UE[Lesquels ?].
En Croatie, en Espagne, en Estonie, en Finlande, en Irlande, en Lettonie, aux Pays-Bas, en Pologne, au Portugal, en Roumanie, en Slovénie, en République tchèque et au Royaume-Uni, une réponse est donnée en moins de 10 secondes pour 90 % des appels.
Un message préenregistré est diffusé par l'opérateur avant la réponse à Chypre, en Espagne, en France, en Grèce et en Pologne.
Selon un rapport daté de 2020 de la Commission européenne, seulement 9 % des appels d'urgence en France se font avec le numéro 112.
En Roumanie, le 112 a répondu à 10 248 377 appels en 2022, dont 24 383 en langues étrangères.

## Symbolique en Europe
Le numéro d'urgence 112 est considéré par la Commission européenne et le Parlement européen comme une des réalisations concrètes de l'Union européenne en matière de service à la population des États membres.
C'est ainsi qu'il a servi de nom à :
- la Journée européenne du 112, fixée au 11 février et dont la première édition a eu lieu en 2008 à Stuttgart[25] ;
- une association française de jeunes pour la promotion de l'Europe : Génération 112[26]. Ce numéro est pour eux « symbole […] de ces générations d'Européens nés pour la plupart après la chute du mur de Berlin de 1989 et pour qui cette idée d'urgence semble caractériser le quotidien, les pensées et les projets ».

Ce service est de plus en plus connu des Européens. Un sondage Eurobaromètre réalisé en janvier 2013 et publié en février 2013 porte à 27 % le nombre d'Européens qui citent le numéro 112 pour un appel d'urgence en Europe, alors que 51 % des sondés citent spontanément le numéro 112 pour une urgence dans leur propre pays. Dans un second sondage réalisé dans le cadre de l'Eurobaromètre de novembre à décembre 2020, 41 % des répondants citent le 112 pour un appel d'urgence en dehors de leur pays, tandis que 74 % le citent pour un appel au sein de leur pays d'origine.
Selon ce même sondage publié en 2021, les répondants français n'ont cité le 112 pour des appels d'urgence en France que dans 15 % des cas (la France arrive dernière du classement en ce sens). En revanche, concernant les appels d'urgence en dehors de France, le pays se situe dans la moyenne, avec 41 % de répondants citant le numéro 112.